# Station Radzyń Chełmiński
Station Radzyń Chełmiński is een spoorwegstation in de Poolse plaats Radzyń Chełmiński.